# Galleria della Vereina
La galleria della Vereina è situata nella Svizzera orientale, e con 19.042 m è la più lunga sulla rete della Ferrovia retica. Sulla stessa rete, in ordine di lunghezza, è seguita dalla galleria dell'Albula (5.865 m).

## Descrizione
La linea, di una lunghezza totale di 22,540 chilometri, è costituita in gran parte dal tunnel che è stato aperto al servizio il 19 novembre 1999, tra gli ultimi del collegamento ferroviario.

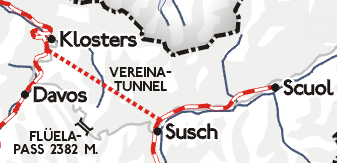
Cartina del percorso

Il portale sud presenta una biforcazione che permette l'agevole ricongiungimento con entrambe le direzioni della ferrovia della valle dell'Inn, a Sagliains Tarasp in direzione di Scuol, e a Susch (in direzione di Samedan). Klosters-Selfranga rappresenta il portale nord.
Un servizio di trasporto auto evita di passare per il Passo della Flüela. Il servizio di base è composto da treni regionali a cadenza oraria fra Scuol-Tarasp e Coira, e da treni navetta ogni 30 minuti per il trasporto dei veicoli stradali. La galleria è binario unico con raddoppi per gli incroci a metà e presso i due portali.

## Voci correlate

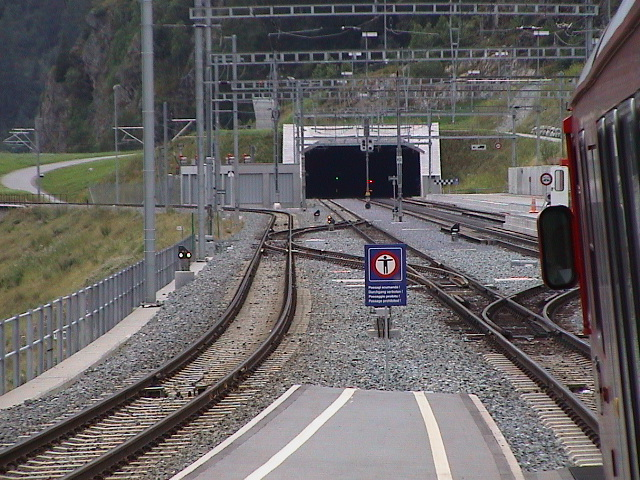
L'imbocco sud del tunnel